# ぴろき
ぴろき（本名：佐藤 浩樹（さとう ひろき）、1964年1月1日 - ）は落語芸術協会・漫才協会に所属する漫談家・お笑い芸人。岡山県浅口郡里庄町出身、東京都在住。現在はウクレレ漫談で寄席を中心に活動している。
ちょんまげ・丸眼鏡・チェックデカシャツという出で立ちで、ウクレレを弾きながら自虐ネタの漫談を披露する。ぴろきの“ぴ”は、ピエロの“ピ”に由来するという。

## 経歴
東京の大学に進学するが中退し、1986年、東八郎主宰の「笑塾」に入門。浅草ロック座の専属コメディアンとなる。1989年、漫才協会に入会し、漫才コンビ「カッポラポッケ」を結成、コンビは8年ほど続けたが解散しピン芸人となる。 
1994年、トークと風船芸を交えた独自の「風船漫談」ジャンルを確立。同時にギタレレ漫談開始。1997年、現在のウクレレ漫談の芸風を確立。2003年、ギタレレ漫談家として落語芸術協会に入会。2016年、11月よりウクレレに持ち替え、ギタレレ漫談からウクレレ漫談に変更。ウクレレ、Koaloha KSM-00 Special issue koa soprano、弦、worth strings CM、2017年9月CD「明るく陽気に、いきましょう。」Release。、2024年11月DVD「ぴろきON・STAGE」Release

## ネタ
- 少ない頭髪で頭頂部を縛りあげた独特のヘアスタイルと、ずんぐりむっくり体型の風貌で、登場時に客が笑ったのを確認し「何か問題ありますかね？」と問いかける。
- ネタはいわば「自虐漫談」。ひどい目に遭ったエピソードや間の抜けた話をウクレレをつま弾きながら、かんで含めるように話す。
- オチのあと「ひぃひぃひぃ！」と品のない笑い方をして客の笑いを誘い、「明るく陽気に、いきましょう。」と歌ってひとネタを締めくくる。ステージではこれを何度か繰り返す。
- 「・・・いきましょう。」の部分は「・・・行きましょう。」「・・・生きましょう。」「・・・往きましょう。」「・・・活きましょう。」など様々な意味を持つ事がある。
- 「○○しました。」を「○○しましましました。」などと言って笑いをとることもある。
- ワンステージ最後に「つらくなったとき、苦しいとき、僕の顔を思い出してください。何の役にも立ちません！」などと言って降壇。「何があってもくじけずに…」から始まる歌を歌うこともある。
- 2003年頃は甲高い声をしぼりだすように話していた。
- 舞台からはける直前、ウクレレのはずれた音を出して、もうひと笑い起こす。
- 「あーたのしかった。。」「あーよかった。」ウクレレの腹太鼓で、さらにひと笑い起こす。

## 活動

### 寄席
- 『浅草東洋館』[3]
- 『新宿末廣亭』[3]
- 『浅草演芸ホール』[3]
- 『池袋演芸場』[3]
- 『上野広小路亭』[3]
- 『日本橋亭』[3]
- 『国立演芸場』[3]
- 『横浜にぎわい座』[3]

### テレビ

#### バラエティ
- 『笑点』（日本テレビ）- 不定期出演
- 『笑いがいちばん』（NHK総合）- 不定期出演・2010年4月4日 - 2011年4月3日放送分 レギュラー出演
- 『演芸図鑑』（NHK総合） - 不定期出演
- 『初笑い東西寄席』（NHK総合） - 2009年1月3日放送分　2015年1月3日放送分
- 『高校講座 数学I』（NHK Eテレ） - 2012年4月19日放送分　レギュラー出演
- 『BSふれあいステージ』（NHKBS2）
- 『年忘れ漫才大行進』（NHK総合） - 毎年12月23日放送分
- 『エンタの神様』（日本テレビ）
- 『ザ!!世界仰天ニュース』（日本テレビ） - 2009年2月18日放送分
- 『巣鴨バラエティ座』（TOKYO MX）
- 『情報プレゼンター とくダネ!』（フジテレビ） - 2009年2月2日特捜エクスプレス放送分
- 『浅草お茶の間寄席』（チバテレ） - 不定期出演
- 『笑い亭』（tvk） - 2011年4月3日 - 2011年6月26日放送分 レギュラー出演
- 『漫才大行進』（JCOMチャンネル）
- 『UWASAのネタ』（日本テレビ） - 2016年8月27日放送分
- 『ヒルナンデス』（日本テレビ） - 2016年9月21日放送分
- 『お笑い演芸館』（BS朝日） - 不定期出演
- 『昭和演芸同窓会』（BS-TBS） - 2016年11月9日放送分　11月16日放送分
- 『ウチくる』（フジテレビ） - 2016年11月27日放送分
- 『イレブン寄席』（BS11） - 2016年12月12日放送分
- 『芸人ドキュメンタリー 下がり上がり』（フジテレビ） - 2017年6月30日放送分
- 『わらたまドッカ〜ン』（NHK Eテレ） - 2017年10月9日放送分
- 『新春東西笑いの殿堂』（NHK総合） - 2019年1月3日放送分
- 『開運!なんでも鑑定団』（テレビ東京） - 2019年2月26日放送分
- 『新春東西笑いの殿堂』（NHK総合） - 2022年1月3日放送分
- 『新春ニッポンふるさとリレー』（NHK総合） - 2023年1月1日放送分

#### ドラマ
- 『でぶせん』（2016年8月20日 - 、日本テレビ） - 校長 役[7]

#### アニメ
- 『フライングベイビーズ』エンディング（『A応Pのあにむす!!』内）（テレビ東京） - 2019年1月10日放送分から

#### その他
- 『あいうえお』（1987年度 - 1988年度） - みどりくん 役

### ラジオ
- 『真打ち競演』（NHKラジオ第1）
- 『キャンパス寄席』（NHKラジオ第1）
- 『ラジオ深夜便』（NHKラジオ第1）
- 『サンデージョッキー』（NHKラジオ第1）
- 『大沢悠里のゆうゆうワイド』（TBSラジオ）
- 『ラジオ寄席』（TBSラジオ）
- 『大竹まことゴールデンラジオ』（文化放送）
- 『きらめき歌謡ライブ』（NHKラジオ第1）
- 『ミュージック・グラフィティー』（NHKラジオ第1）

### CD・DVD
- 『明るく陽気に、いきましょう。vol.1』（オフィスぴろき / 2006年）
- 『明るく陽気に、いきましょう。〜自虐的不幸自慢話1』（テイチクエンタテインメント / 2007年）
- 『明るく陽気に、いきましょう。〜自虐的不幸自慢話2』（テイチクエンタテインメント / 2009年）
- 『明るく陽気に、いきましょう。〜自虐的不幸自慢話3』（テイチクエンタテインメント / 2011年）
- 『明るく陽気に、いきましょう。』 (徳間ジャパンコミュニケーションズ / 2017年)
- 『明るく陽気に、いきましょう。』『実録ぴろき独演会』（オフィスぴろき / 2019年）
- 『明るく陽気に、いきましょう。』ぴろきON・STAGE（オフィスぴろき / 2024年）

### CM
- 長野県シルバー人材センター